# 鎌大師
鎌大師堂（かまだいしどう）は愛媛県松山市に所在する仏堂である。山号は鴻乃山。本尊は弘法大師。四国八十八箇所番外札所、花へんろ第一番札所。

## 概要
伝承によれば、平安時代、空海が四国巡錫中に、泣きながら鎌で草を刈っている少年を発見した。わけを聞くと、疫病で少年の姉は死に弟も瀕死の状態で、このままでは皆死に絶えてしまうと答えた。そこで空海は少年の鎌で木片に自分の像を刻み、像に祈るよう伝えて去った。言われるままに像を祀り祈ったところ、たちどころに弟や村人の病が癒えた。その後、堂を建て村人によって祀られ、鎌大師と呼ばれるようになったと言われる。
江戸時代、遍路の祖と言われる真念が著した『四國邊路道指南』に「かうの坂、ふもとに大師堂」と記されており、江戸時代には仏堂が存在していたことが窺える。
著名な庵主に『花へんろ一番札所から』『お遍路でめぐりあった人びと』『人生は路上にあり』等を著した手束妙絹（てづか みょうけん）尼がいたが、高齢を理由に平成15年（2003年）に引退し、平成23年（2011年）1月入寂した。

## 文化財
松山市文化財（史跡）
境内は、昭和48年（1973年）4月9日に、芭蕉塚・十八人塚・大師松と併せて松山市文化財（史跡）に指定された。

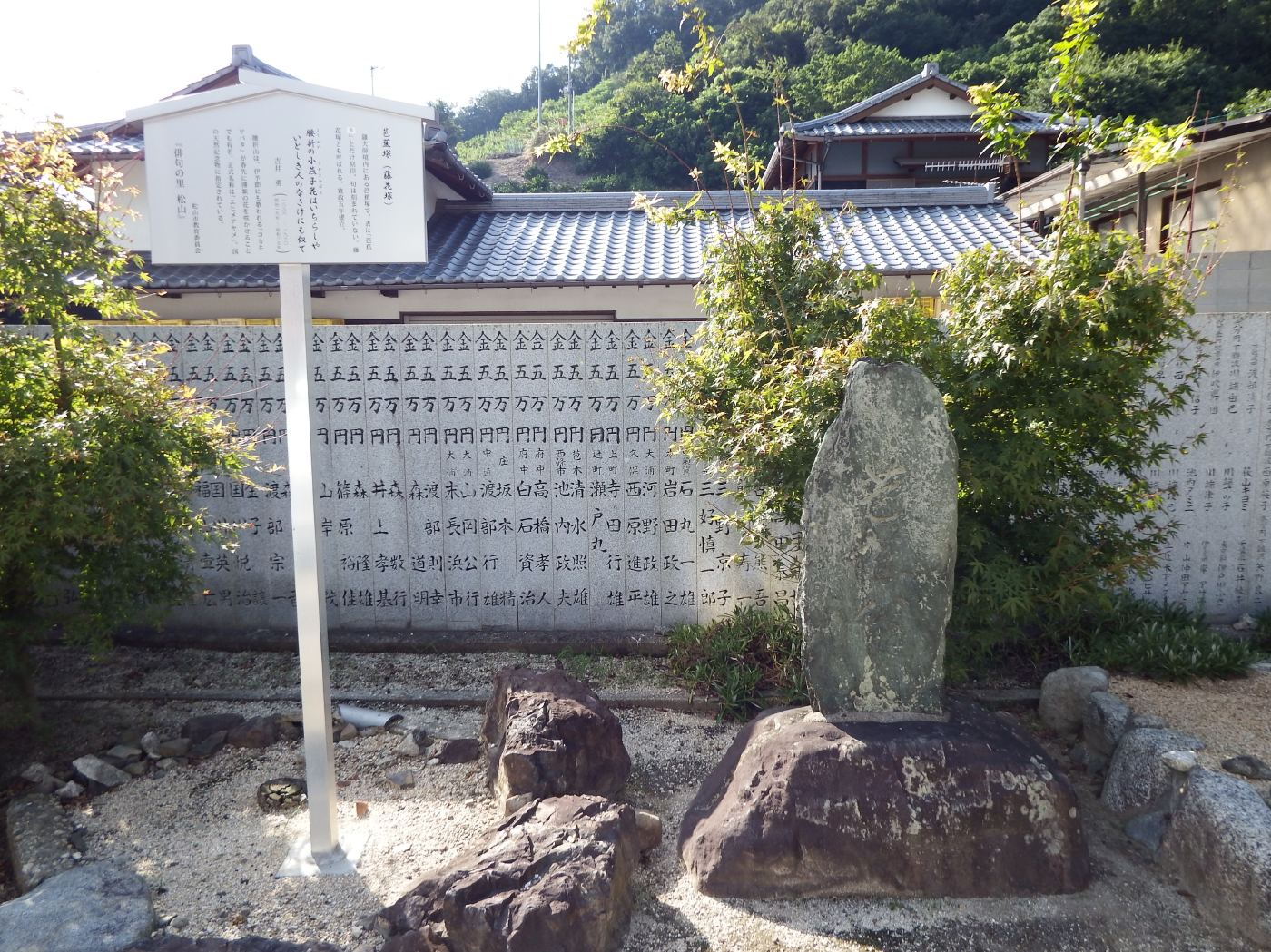
芭蕉塚
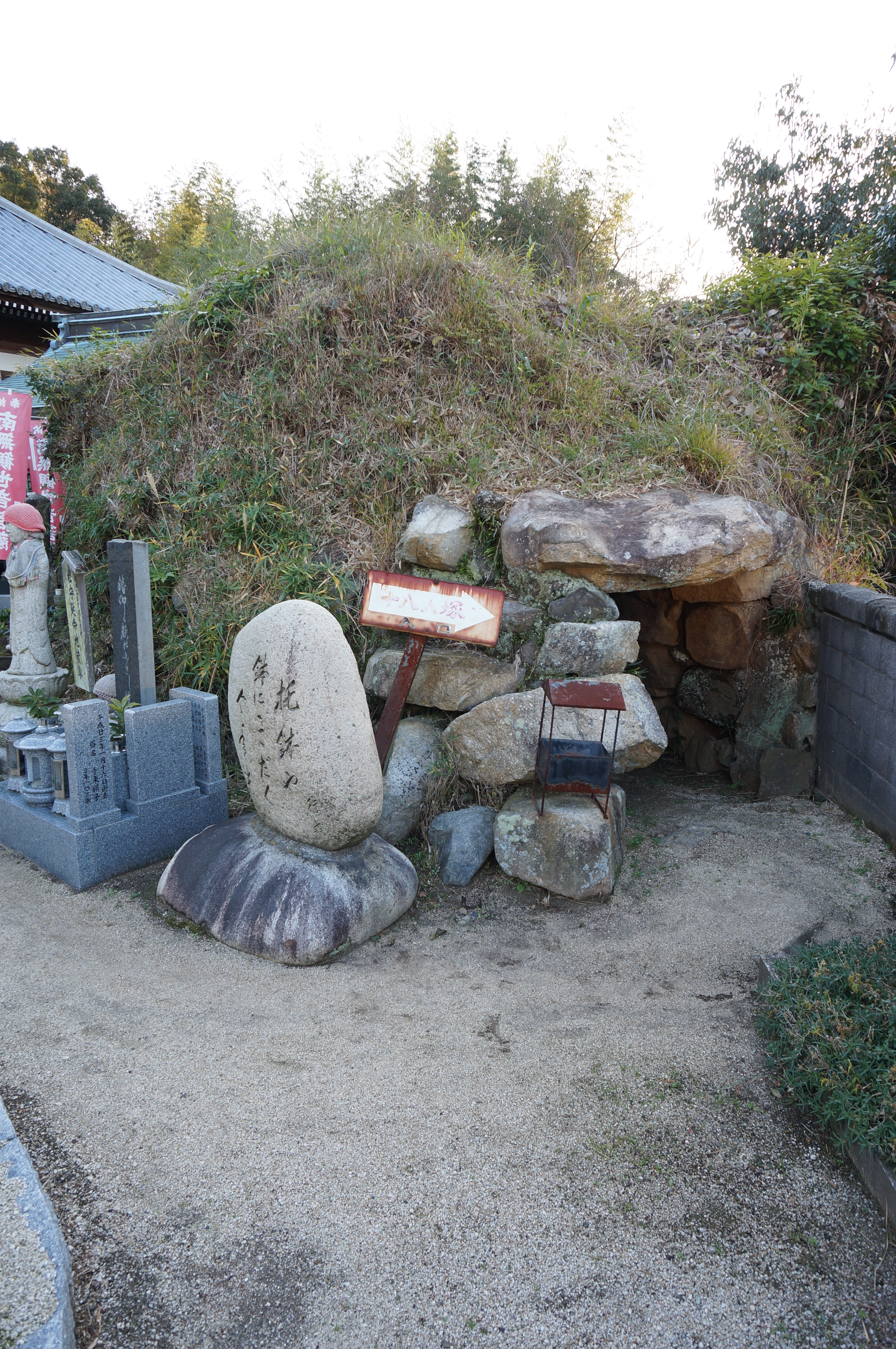
十八人塚
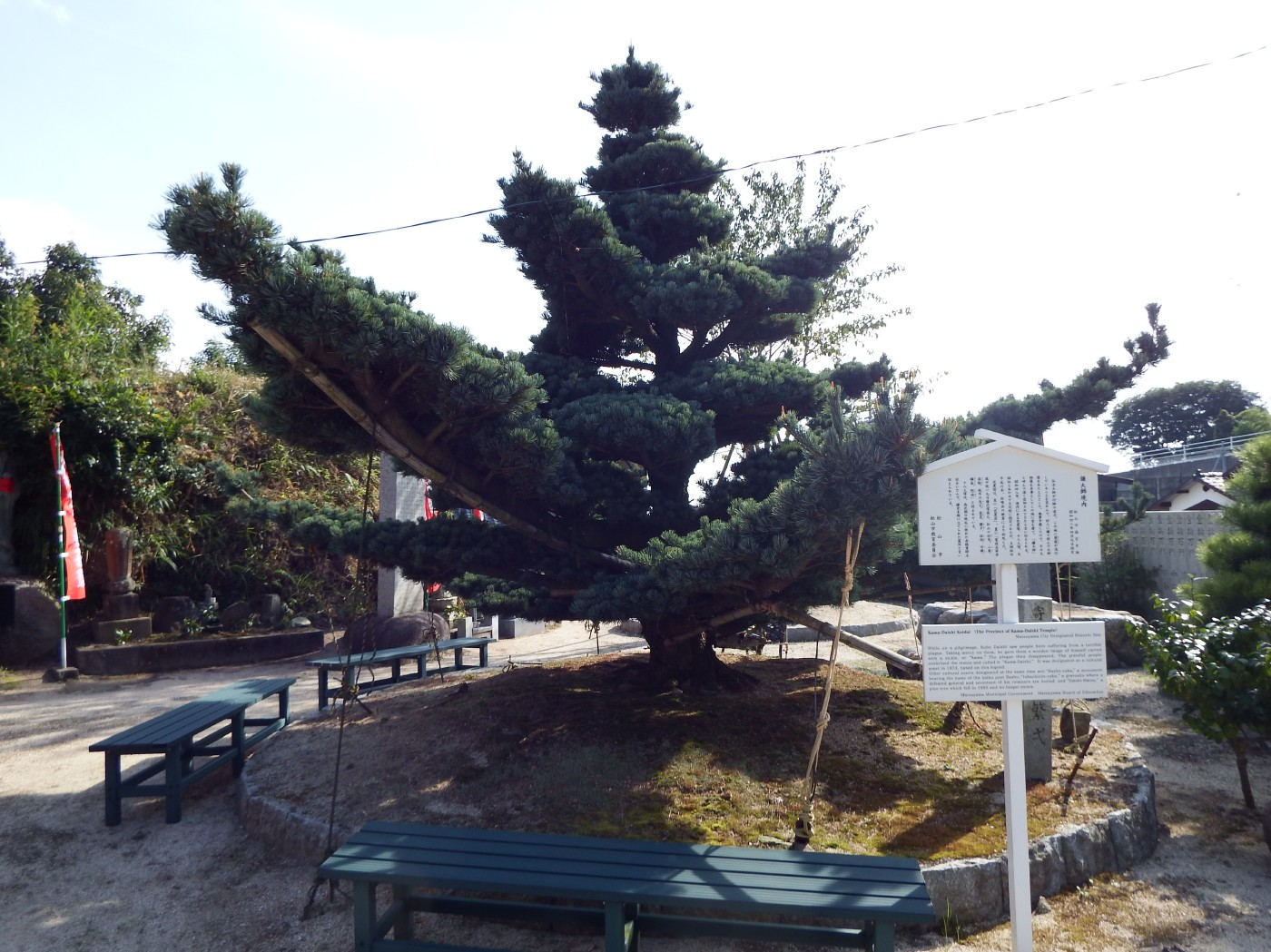
後継の大師松2014.8.30

松尾芭蕉100回忌の寛政5年（1793年）に建立された石碑で、俳句は刻まれていない。愛媛県内でも最も古い芭蕉塚の一つである。
- 十八人塚

境内南西にある古墳。建武2年（1335年）立烏帽子城主で北条氏方の赤橋重時（北条駿河太郎重時）は、後醍醐天皇方の土居通増・得能通綱連合軍の攻撃を受けた。敗走した赤橋主従18人は自刃し、この塚に葬られたと伝えられている。
- 大師松

境内に高さ約25mのクロマツの巨木があった。遍路の目印にもなっていたという。昭和26年（1951年）11月27日に愛媛県天然記念物に指定されていたが、松くい虫の被害により平成6年（1994年）に枯死した。
- 芭蕉塚
- 十八人塚
- 後継の大師松2014.8.30